# Yuhang
Yuhang är ett av de åtta stadsdistrikten i Hangzhous stad på prefekturnivå i  Zhejiang-provinsen i östra Kina. Det ligger omkring 22 kilometer nordost om provinshuvudstaden Hangzhou. Befolkningen uppgick till 1 170 300 invånare vid folkräkningen år 2010.

## Indelning
Distriktet var år 2000 indelat i 23 köpingar (zhèn) och 4 socknar (xiāng). De största orterna är (med invånarantal år 2000) Linping, distriktets huvudort (154 394), Tangqi (90 818) och Yuhang (57 469).

## Historia
Yuhang kan spåra sina rötter ända tillbaka till Vår- och höstperioden och etablerades som ett härad på 200-talet f.Kr.
Ortens historia är sammanvävd med Hangzhou och under Ming- och Qingdynastierna var Yuhang ett härad som lydde under prefekturen Hangzhou.
1994 blev Yuhang en stad på häradsnivå och 2001 blev det ett stadsdistrikt i Hangzhou.